# Kanton Tallard
Tallard is een kanton van het Franse departement Hautes-Alpes. Het kanton maakt deel uit van het arrondissement Gap. Het heeft een oppervlakte van 253,97 km² en telt 10 493 inwoners in 2017 ; dat is een dichtheid van 41 inwoners/km².

## Gemeenten
Het kanton Tallard omvatte tot 2014 de volgende 9 gemeenten:
- Châteauvieux
- Fouillouse
- Jarjayes
- Lardier-et-Valença
- Lettret
- Neffes
- La Saulce
- Sigoyer
- Tallard (hoofdplaats)

De herindeling van de kantons ingevolge het decreet van 20 februari 2014, met uitwerking in maart 2015, heeft het kanton uitgebreid met gemeenten uit de dan afgeschafte kantons Barcillonnette, La Bâtie-Neuve en Gap-Campagne, namelijk : 
- Avançon
- Barcillonnette
- La Bâtie-Vieille
- Esparron
- La Freissinouse
- Pelleautier
- Rambaud
- Saint-Étienne-le-Laus
- Valserres
- Vitrolles